# Cheraw (Volk)
Die Cheraw (auch Charaw, Charraw, Saura, Saraw, Suali, Sualy, Xualla oder Xuala) waren ein nordamerikanischer Indianerstamm aus der Sioux-Sprachfamilie. Sie waren sprachlich und kulturell mit anderen östlichen Völkern der Sioux verwandt, deren traditioneller Lebensraum in der Piedmont Region der Appalachen in den heutigen Bundesstaaten Virginia und North Carolina lag. Wissenschaftler vermuten, dass die Sioux einst eine einheitliche große Gruppe im Tal des Ohio Rivers bildeten, die sich später trennte und danach entweder nach Osten oder Westen zog. Die Cheraw wurden erstmals von Hernando de Soto im Jahre 1540 entdeckt. Der Name, mit dem sich die Indianer selbst bezeichneten, ist unbekannt. Von den Cherokee wurden sie ani-suwa'ii und von den Catawba sara genannt, was so viel bedeutet wie Ort der hohen Gräser. Die Spanier und Portugiesen nannten den Stamm Xuala oder Xualla, die Engländer verwendeten unter anderen die Namen Saraw, Saura, Suali, Sualy, Charaw und Charraw für die Indianer dieser Gruppe. Der Forscher John Lawson ordnete sie dem größeren Verbund der östlichen Sioux zu, die er als Esaw Nation bezeichnete.
Die Begegnung mit De Soto fand 1540 vermutlich auf dem Gebiet der heutigen Countys Henderson, Polk und Rutherford in North Carolina statt. Um 1600 umfasste der Stamm 1200 Menschen. Im Jahr 1672 wanderten sie in das Gebiet des heutigen Stokes County in die Region der Sauratown Mountains, die nach einem vermutlich nach dem Synonym Saura benannt wurden. Noch vor 1700 zogen sie weiter nach Virginia in das heutige Danville.
1710 wandten sich die Cheraw nach Angriffen durch die Irokesen nach Südosten und schlossen sich dem Stamm der Keyauwee an. Ihr Aufenthaltsort wurde um die Zeit des Tuscarora-Kriegs 1712 im „The Journal of Barnwell“ als ein Dorf am Ostufer eines der Zuflüsse des Pee Dee Rivers beschrieben. Im frühen 18. Jahrhundert siedelten die Cheraw im heutigen Chesterfield County im Nordosten des Bundesstaates South Carolina. Diese Region, die heute die Countys Chesterfield, Marlboro, Darlington und Teile des Lancaster County umfasst, wurde im 18. und 19. Jahrhundert als „The Cheraws“, die „Cheraw Hills“ und später als die „Old Cheraws“ bezeichnet. Ihr Hauptdorf war unweit des Ortes Cheraw in South Carolina und war eine der frühesten Siedlung im Binnenland des Staates. Der ebenfalls Cheraw benannte Ort in Colorado wurde nach einem indianischen Siedler aus dem Stamm der Cheraw benannt. 1738 dezimierte eine Pockenepidemie sowohl die Cheraw als auch die Catawba, in der Folge vereinigten sich die beiden Stämme. Einige Stammesangehörige wanderten nach Norden und gründeten das „Charraw Settlement“ am Drowning Creek im heutigen Robeson County in North Carolina.
Die letzte Erwähnung als eigenständiger Stamm innerhalb der Catawba findet sich 1768, sie umfassten etwa 50–60 Personen, die später als die Familien Harris und George identifiziert wurden. Während des Amerikanischen Unabhängigkeitskrieges kehrten sie gemeinsam mit den Familien der Catawba nach Danville zurück. Ihre Krieger dienten unter General Thomas Sumter auf Seiten der Patrioten.
Nachkommen der historischen Cheraw leben heute möglicherweise unter den Lumbee in Robeson County, North Carolina und in der Sumter Band of Cheraw Indians in Sumter County, South Carolina.